# 拉瓦莱特 (伊泽尔省)
拉瓦莱特（法語：La Valette，法語發音：[la valɛt]）是法国伊泽尔省的一个市镇，属于格勒诺布尔区。

## 地理
拉瓦莱特（44°56'31"N, 5°51'23"E）面积7.87 平方千米，位于法国奥弗涅-罗讷-阿尔卑斯大区伊泽尔省，该省份为法国东南部内陆省份，北起顺时针与安省、萨瓦省、上阿尔卑斯省、德龙省、阿尔代什省、卢瓦尔省和罗讷省。
与拉瓦莱特接壤的市镇（或旧市镇、城区）包括：拉瓦尔当斯、南特昂拉捷、拉蒂耶地区奥里、圣奥诺雷、谢沃。

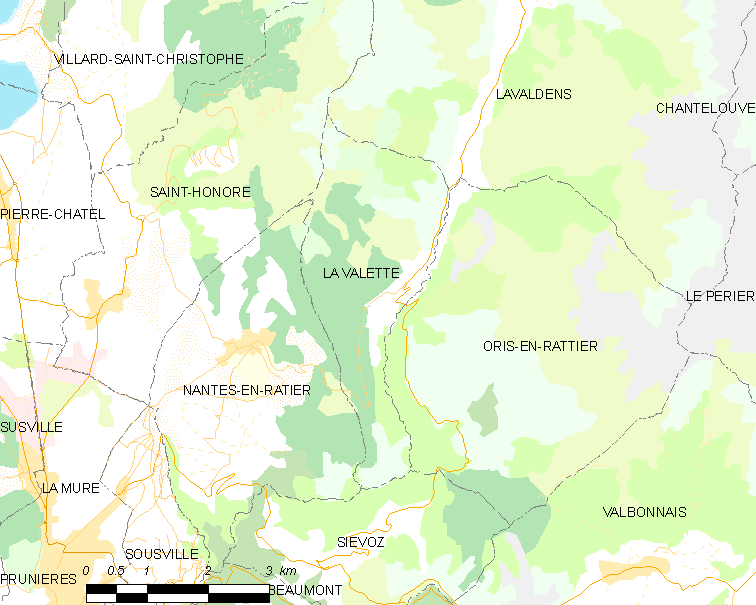
的OSM定位图

拉瓦莱特的时区为UTC+01:00、UTC+02:00（夏令时）。

## 行政
拉瓦莱特的邮政编码为38350，INSEE市镇编码为38521。

## 政治
拉瓦莱特所属的省级选区为马泰西讷-特列沃县。

## 人口

1962-2008年间人口变化图示

拉瓦莱特于2022年1月1日时的人口数量为64人。